# 肥田高志
肥田 高志（ひだ たかし、1979年6月27日 - ）は、兵庫県神戸市北区出身の元プロ野球選手（外野手）。左投左打。

## 経歴

### プロ入り前
報徳学園高では3年時にはセンバツに出場し、1試合3盗塁を決めるなどの活躍もありベスト4に貢献、また夏の甲子園にも出場している。
立命館大学に進学後、関西学生野球連盟記録となる24試合連続安打を記録する。しかし高校2年時に肩を故障しており以降、それを引きずってプレーしていたため大学3年時に手術するが「4年に出場しないとプロに入れない」と考えていた肥田も4年春から傷が癒えないまま強行出場する。肩をかばいながらプレーしていたために肘に負担がかかり、さらに右足太腿裏も負傷した。リーグ通算56試合に出場、191打数61安打、打率.319、0本塁打、8打点、ベストナイン2回。その年のプロ野球ドラフト会議ではオリックス・ブルーウェーブから6位指名され、なんとかプロ入りを果たすもプロ入り前からすでに満身創痍の状態であった。

### プロ入り後
入団一年目の2002年はファームでは安定した成績を残し、ファームで.328の高打率で一軍昇格を果たすも痛めていた肘が悪化し手術、ここでも復帰を焦り完治を待たずに復帰した。3年目にはフレッシュオールスターにも出場、その年は1軍でも初安打を記録する。
2004年末の球団合併・分配ドラフトを経て2005年はオリックス・バファローズと契約した。しかし同年オフに戦力外通告されると、プロでは度重なる怪我もあり、その持ち味を発揮することなく終わった。
引退後は1年ほどいくつかの会社に勤め、野球塾のコーチとしても働いていたがその後は化粧品会社に勤務し、現在は副支店長を務めている。

## 選手としての特徴
大学時代には24試合連続安打を記録したこともあるように、シュアなバッティングと50メートルを5秒6で走る俊足が持ち味であった。だが、同時に常に痛み止めやテーピングを使用せざるを得ないほど怪我に悩まされていた。

## 詳細情報

### 年度別打撃成績
| 年 度     | 球 団      | 試 合 | 打 席 | 打 数 | 得 点 | 安 打 | 二 塁 打 | 三 塁 打 | 本 塁 打 | 塁 打 | 打 点 | 盗 塁 | 盗 塁 死 | 犠 打 | 犠 飛 | 四 球 | 敬 遠 | 死 球 | 三 振 | 併 殺 打 | 打 率 | 出 塁 率 | 長 打 率 | O P S |
| --------- | ---------- | ----- | ----- | ----- | ----- | ----- | -------- | -------- | -------- | ----- | ----- | ----- | -------- | ----- | ----- | ----- | ----- | ----- | ----- | -------- | ----- | -------- | -------- | ----- |
| 2002      | オリックス | 5     | 4     | 4     | 0     | 0     | 0        | 0        | 0        | 0     | 0     | 0     | 0        | 0     | 0     | 0     | 0     | 0     | 1     | 0        | .000  | .000     | .000     | .000  |
| 2004      | オリックス | 7     | 11    | 10    | 2     | 2     | 1        | 1        | 0        | 5     | 1     | 0     | 0        | 1     | 0     | 0     | 0     | 0     | 5     | 0        | .200  | .200     | .500     | .700  |
| 通算：2年 | 通算：2年  | 12    | 15    | 14    | 2     | 2     | 1        | 1        | 0        | 5     | 1     | 0     | 0        | 1     | 0     | 0     | 0     | 0     | 6     | 0        | .143  | .143     | .357     | .500  |

### 記録
- 初出場：2002年3月31日、対大阪近鉄バファローズ2回戦（大阪ドーム）、7回裏に右翼手として出場
- 初先発出場：2002年9月10日、対千葉ロッテマリーンズ22回戦（グリーンスタジアム神戸）、9番・左翼手として先発出場
- 初安打：2004年8月13日、対千葉ロッテマリーンズ20回戦（千葉マリンスタジアム）、5回表に渡辺俊介から右越三塁打
- 初打点：2004年8月28日、対北海道日本ハムファイターズ22回戦（札幌ドーム）、4回表にカルロス・ミラバルから投手前スクイズ野手選択

### 背番号
- 24 （2002年 - 2004年）
- 94 （2005年）